# Phil O'Donnell
Phil O'Donnell, född 25 mars 1972 i Bellshill, North Lanarkshire, död 29 december 2007 i Motherwell, North Lanarkshire, var en brittisk (skotsk) fotbollsspelare som spelade för  Motherwell, Celtic och Sheffield Wednesday. Han spelade även en match för Skottlands landslag 1994.

## Död
29 december 2007 föll Phil O'Donnell ihop på fotbollsplanen under en Scottish Premier League-match mot Dundee United. Han avled i ambulansen på väg till sjukhus. O'Donnell efterlämnade fru och fyra barn.